# Crime of the Century
Albums de Supertramp
Indelibly Stamped
(1971) Crisis? What Crisis?
(1975)
Crime of the Century est le troisième album studio de Supertramp, sorti en 1974, et le premier de la formation « classique » du groupe : Rick Davies et Roger Hodgson y sont rejoints par Dougie Thomson (basse), Bob Siebenberg (batterie) et John Anthony Helliwell (saxophones, clarinette et chœurs). 
Crime of the Century marque le début du véritable succès du groupe en se classant dans le Top 5 au Royaume-Uni et dans le Top 40 aux États-Unis. Le single Dreamer se vend également bien. En France, l'album est certifié disque d'or en 1978 pour 100 000 exemplaires vendus et disque de platine en 1980 pour 400 000 exemplaires vendus.
Certaines chansons de l'album sont par la suite régulièrement jouées pendant les concerts du groupe : School, chanson acide sur l'éducation, la cynique Bloody Well Right, la ballade Rudy, ainsi que la chanson-titre en fin de concert. 
Les orchestrations des cordes présentes sur Asylum, Rudy, If Everyone Was Listening et Crime of the Century sont écrites et arrangées par Richard Hewson.  

## Pochette
Sur fond étoilé comme vu dans l'espace, un cadre métallique en perspective avec des barreaux comme une fenêtre de prison. À travers le cadre on voit deux mains humaines se tenant aux barreaux. La perspective devrait faire apparaître le reste de la personne en dehors du cadre mais ce n'est pas le cas.
Lors des concerts du groupe, une vidéo montrant cette image est projetée sur un écran géant pendant le final de la chanson Crime of the Century.

## Liste des chansons
Toutes les chansons sont écrites par Rick Davies et Roger Hodgson.

### Face A
1. School – 5:36
  - Chant : Roger Hodgson et Rick Davies
2. Bloody Well Right – 4:26
  - Chant : Rick Davies
3. Hide in Your Shell – 6:52
  - Chant : Roger Hodgson
4. Asylum – 6:30
  - Chant : Rick Davies et Roger Hodgson

### Face B
1. Dreamer – 3:30
  - Chant : Roger Hodgson et Rick Davies
2. Rudy – 7:22
  - Chant : Rick Davies et Roger Hodgson
3. If Everyone Was Listening – 4:05
  - Chant : Roger Hodgson
4. Crime of the Century – 5:34
  - Chant : Rick Davies

### 2014 Édition Deluxe - Disque 2: Live au Hammersmith 9 Mars 1975
Toutes les chansons de Rick Davies et Roger Hodgson sauf 9 (musique : Sid Lippman / paroles : Buddy Kaye et Fred Wise 1948) 
1. School 5:54
2. Bloody Well Right 6:46
3. Hide in Your Shell 6:47
4. Asylum 7:01
5. Sister Moonshine 5:30
6. Just a Normal Day 3:59
7. Another Man's Woman 7:42
8. Lady 5:55
9. A - You're Adorable 2:57
10. Dreamer 3:28
11. Rudy 7:24
12. If Everyone Was Listening 4:33
13. Crime of the Century 6:01

## Musiciens
D'après la pochette :
- Rick Davies : chant, claviers, harmonica
- Roger Hodgson : chant, guitares, piano
- John Helliwell : saxophones, clarinette, chant
- Dougie Thomson : basse
- Bob Siebenberg : batterie, percussions
- Cordes arrangées par Richard Hewson

## Classements hebdomadaires
| Classement (1974-1976)         | Meilleure position |
| ------------------------------ | ------------------ |
| Royaume-Uni (UK Albums Chart)  | 4                  |
| États-Unis (Billboard Hot 100) | 38                 |
| Nouvelle-Zélande (RIANZ)       | 12                 |
| Canada (RPM Albums Chart)      | 4                  |

| Classement (1978-1979)        | Meilleure position |
| ----------------------------- | ------------------ |
| Pays-Bas (Mega Album Top 100) | 25                 |
| France (SNEP)                 | 19                 |
| Nouvelle-Zélande (RIANZ)      | 16                 |

| Classement (2005)    | Meilleure position |
| -------------------- | ------------------ |
| Espagne (Promusicae) | 94                 |

| Classement (2011) | Meilleure position |
| ----------------- | ------------------ |
| France (SNEP)     | 171                |